# Кеневич, Марьян Богданович
Марьян Богданович Кеневич — советский хозяйственный, государственный и политический деятель.

## Биография
Родился в 1913 году в Таллине. Член КПСС с 1941 года.
С 1933 года — на хозяйственной, общественной и политической работе. В 1933—1959 гг. — комсомольский работник в РСФСР, первый секретарь Кабардино-Балкарского обкома ВЛКСМ, участник Великой Отечественной войны, партизан на Северном Кавказе, первый секретарь Клайпедского уездного комитета КП(б) Литвы, заместитель министра легкой промышленности Литовской ССР, первый секретарь Вильнюсского горкома КП Литвы.
Избирался депутатом Верховного Совета Литовской ССР 4-го созыва. Делегат XX съезда КПСС.
Умер в Вильнюсе в 1959 году.